# 13 (film fra 2011)
 For alternative betydninger, se 13 (flertydig). (Se også artikler, som begynder med 13)
13 er en dansk kortfilm fra 2011 instrueret af Malou Reymann.

## Handling
Emma kommer hjem til sin far for at fejre sin 13 års fødselsdag, men han er ikke hjemme. Det er til gengæld hans kæreste Casper, som Emma aldrig har mødt. Casper overtaler Emma til at blive, hvilket viser sig at være en lige så stor udfordring for ham som for hende.

## Medvirkende
- Marie Hammer Boda, Emma
- Nicolei Faber, Casper, Fars ven
- Rasmus Botoft, Far